# شین وارد
شین وارد (به انگلیسی: Shayne Ward) (زاده ۱۶ اکتبر ۱۹۸۴) خواننده انگلیسی است.
او در سال ۲۰۰۵ و در فصل دوم ایکس فاکتور بریتانیا اول شد .